# Mayorga (Costa Rica)
Mayorga es un distrito del cantón de Liberia, en la provincia de Guanacaste, de Costa Rica.

## Historia
Mayorga fue creado el 26 de noviembre de 1971 por medio de Decreto Ejecutivo 2077-G. Segregado de Cañas Dulces.

## Geografía
Mayorga cuenta con un área de 227,51 km² y una altitud media de 366 m s. n. m.

## Demografía
Para el año 2022, Mayorga cuenta con una población estimada de 2360 habitantes, y para el último censo efectuado, en 2011, Mayorga contaba con una población de 1599 habitantes.

## Localidades
- Cabecera: García Flamenco
- Barrios: Lourdes, San Antonio.
- Poblados: Ángeles, Argentina, Buenavista, Consuelo.

## Transporte

### Carreteras
Al distrito lo atraviesan las siguientes rutas nacionales de carretera:
- Ruta nacional 1
- Ruta nacional 917